# Kate Scott

Kate Scott, née Kate Giles le 8 septembre 1981 à Manchester (Royaume-Uni), est une journaliste sportive britannique qui travaille pour CBS Sports.

## Biographie
Originaire de Manchester, Kate Abdo obtient un diplôme à l'université de Salford en langues européennes et a suivi des cours de traduction et d'interprétariat à l'université de Malaga en Andalousie. Après des voyages en France et en Allemagne, et désirant d'abord devenir interprète, elle débute comme stagiaire à la Deutsche Welle, sur les conseils d'une professeure, et finira par passer devant les caméras, présentant des émissions sur le sport pour les chaînes en allemand et en anglais du groupe.
Kate Abdo rejoint ensuite CNN aux États-Unis en 2009, travaillant sur les chaînes anglophones comme hispanophones, où elle présente pendant deux ans une émission généraliste sur le sport, puis retourne en Allemagne, en août 2011, intégrant les équipes de Sky Deutschland afin de présenter des émissions sportives quotidiennes.
Elle retourne ensuite en Angleterre, en juillet 2013, pour présenter deux fois par jour les nouvelles sportives depuis Londres pour Sky Sports.
En janvier 2015, elle anime la cérémonie du FIFA Ballon d'or 2014 à Zurich, s'exprimant en quatre langues avec les invités. En janvier 2016, elle présente la cérémonie du FIFA Ballon d'or 2015 lors de laquelle Lionel Messi remporte le trophée individuel pour la cinquième fois de sa carrière. Kate Abdo est par la suite embauchée par Fox Sports afin de suivre la Coupe du monde féminine de football 2015 comme la Coupe du monde de football 2018 et de présenter des émissions portant sur diverses compétitions et championnats européens de football et la boxe, sport qu'elle couvre aussi pour DAZN. En 2018, quand Turner récupère les droits de la Ligue des Champions, elle est recrutée par le groupe afin de suivre et de présenter la compétition pour TNT.
Depuis 2020, elle présente désormais les soirées de Ligue des Champions et de Ligue Europa sur CBS Sports avec Thierry Henry, Jamie Carragher et Micah Richards comme chroniqueurs réguliers, après être rentrée au Royaume-Uni.

## Vie privée
Kate Abdo a été mariée à Ramtin Abdo, un homme d'affaires allemand. Elle est polyglotte, parlant couramment espagnol, français et allemand, en plus de sa langue natale. Ayant travaillé dans une boulangerie à côté d'Old Trafford lorsqu'elle avait 15 ans, elle est également une supportrice assidue de Manchester United comme son père.